# Fake (gruppo musicale)
I Fake sono stati un gruppo musicale synthpop e italo disco svedese formatosi nel 1981. 

## Storia
Dopo una iniziale esperienza insieme con il gruppo Size 46, Erik Strömblad e Stefan Bogstedt formarono il gruppo nel 1981, quando fu pubblicato il loro primo singolo Dreamgirl/Warlord.
Nel corso degli anni il gruppo si è arricchito della presenza di altri musicisti, tra cui il batterista metal Stefan Sverin, il bassista Mikhael Ohlsson e i cantanti Tony Wilhelmsson e Ulrica Örn; vennero inoltre introdotti i sintetizzatori, affidati a Janne Fagerberg.
Il secondo singolo, Donna Rouge, attestò l'adesione del gruppo alle sonorità italo disco che stavano in quel periodo influenzando la musica europea. Realizzato inizialmente in lingua svedese, ottennero notevole successo in Italia con un remix in lingua inglese con inserti in lingua italiana in cui al voce femminile del gruppo ripeteva la frase "Ho tanta voglia di fare l'amore con te". La notorietà del gruppo in Italia si consolidò con la partecipazioni a trasmissioni musicali come  Discoring nel 1984 e al Festivalbar nel 1985. Dopo il successo del pezzo, Mikhael Ohlsson e Janne Fagerberg uscirono dal gruppo, in disaccordo sul tipo di direzione presa dai Fake.
Nel 1984 pubblicarono il loro album d'inediti New Art, pubblicato da etichette come Sound of Scandinavia e, a livello europeo, da ZYX Music. Il disco fu accompagnato da alcuni singoli tra cui Brick, che ottenne successo a livello internazionale e prevalentemente in Francia dove raggiunse la sesta posizione della classifica di vendita dei singoli. Il gruppo si sciolse poco dopo l'uscita del singolo Arabian Toys, del 1987.
Nel 2005, a vent'anni dall'uscita di Brick, il brano fu ripreso dal dj Laurent Wolf con il titolo Another Brick e ripubblicato in una chiave aggiornata.

## Formazione
- Erik Strömblad (1981-1987)
- Stefan Bogstedt (1981-1987)
- Stefan Severin (batteria, 1981-1987)
- Tony Wilhelmsson (voce, 1981-1984)
- Ulrica Örn (voce, 1981-1987)
- Janne Fagerberg (sintetizzatori, 1981-1984)

## Discografia

### Album in studio
- 1984 - New Art (Sound of Scandinavia)

### Singoli
- 1981 - Dreamgirl/Warlord
- 1983 - Donna Rouge
- 1984 - Right
- 1984 - Memories of Pan/Frogs in Spain
- 1985 - Another Brick
- 1987 - Arabian Toys

Come artista ospite
- 2005 - Another Brick (Laurent Wolf feat. Fake)